# EPrix de Monaco 2024
GP précédent GP suivant
Le ePrix de Monaco 2024, disputé le 27 avril 2024, sur le Circuit de Monaco à Monte Carlo, Monaco est la 124e épreuve du championnat du monde de Formule E courue depuis 2014. Il s'agit de la 7e édition du ePrix de Monaco comptant pour le championnat du monde et de la huitième manche du championnat 2023-2024.

## Contexte
Pascal Wehrlein a débuté le week-end en tête du championnat avec 89 points, à égalité avec Jake Dennis et 9 points d'avance devant Oliver Rowland, troisième.
Au niveau du classement par équipe, Jaguar Racing arrive en tête avec 128 points, avec 16 points d'avance sur Andretti Global et 19 points d'avance sur Porsche. Au constructeurs, Porsche est en tête avec 190 points, 33 points devant Jaguar et 36 devant Nissan.

### Changement de pilotes
Lors de la première séance d'essais, Sam Bird (pilote McLaren) loupe son freinage à Sainte Devote et se blesse à la main lors du crash. Par conséquent, il est remplacé par le pilote de réserve et de développement Mclaren, le britannique Taylor Barnard pilote de Formule 2 pour le reste du week-end. Il s'agit des débuts de Barnard en Formule E et il est devenu le plus jeune pilote à prendre le départ d'une course de Formule E à 19 ans et 331 jours.

## Essais libres

### Première séance, de 7 h 30 à 8 h 00
| Pos. | Pilote                 | Voiture                          | Chrono         | Écart     |
| ---- | ---------------------- | -------------------------------- | -------------- | --------- |
| 1    | Mitch Evans            | Jaguar TCS Racing                | 1 min 30 s 414 |           |
| 2    | Robin Frijns           | Envision Racing                  | 1 min 30 s 713 | + 0 s 299 |
| 3    | Nick Cassidy           | Jaguar TCS Racing                | 1 min 31 s 106 | + 0 s 692 |
| 4    | Jake Hughes            | Neom McLaren                     | 1 min 31 s 345 | + 0 s 931 |
| 5    | Jake Dennis            | Andretti Global                  | 1 min 31 s 502 | + 1 s 088 |
| 6    | António Félix da Costa | TAG Heuer Porsche Formula E Team | 1 min 31 s 545 | + 1 s 131 |

### Deuxième séance, de 9 h 10 à 9 h 40
| Pos. | Pilote                 | Voiture                          | Chrono         | Écart     |
| ---- | ---------------------- | -------------------------------- | -------------- | --------- |
| 1    | Mitch Evans            | Jaguar TCS Racing                | 1 min 29 s 521 |           |
| 2    | Robin Frijns           | Envision Racing                  | 1 min 29 s 650 | + 0 s 129 |
| 3    | Pascal Wehrlein        | TAG Heuer Porsche Formula E Team | 1 min 29 s 672 | + 0 s 000 |
| 4    | António Félix da Costa | TAG Heuer Porsche Formula E Team | 1 min 29 s 980 | + 0 s 459 |
| 5    | Maximilian Günther     | Maserati MSG Racing              | 1 min 30 s 040 | + 0 s 519 |
| 6    | Dan Ticktum            | ERT Formula E Team               | 1 min 30 s 087 | + 0 s 566 |

## Séance de qualifications

### Groupes de qualifications
| Groupes  | Groupes | Groupes | Groupes | Groupes | Groupes | Groupes | Groupes | Groupes | Groupes | Groupes | Groupes |
| -------- | ------- | ------- | ------- | ------- | ------- | ------- | ------- | ------- | ------- | ------- | ------- |
| Groupe A | JEV     | VAN     | CAS     | EVA     | ROW     | DEV     | MUE     | FRI     | DIG     | NAT     | SET     |
| Groupe B | BUE     | GUE     | WEH     | FEN     | BIR     | DAR     | TIC     | DAC     | HUG     | DEN     | MOR     |

| Pos. | Pilote | Écurie | Chrono |
| ---- | ------ | ------ | ------ |
| 1    |        |        |        |
| 2    |        |        |        |
| 3    |        |        |        |
| 4    |        |        |        |
| 5    |        |        |        |
| 6    |        |        |        |
| 7    |        |        |        |
| 8    |        |        |        |
| 9    |        |        |        |
| 10   |        |        |        |
| 11   |        |        |        |

| Pos. | Pilote | Écurie | Chrono |
| ---- | ------ | ------ | ------ |
| 1    |        |        |        |
| 2    |        |        |        |
| 3    |        |        |        |
| 4    |        |        |        |
| 5    |        |        |        |
| 6    |        |        |        |
| 7    |        |        |        |
| 8    |        |        |        |
| 9    |        |        |        |
| 10   |        |        |        |
| 11   |        |        |        |

### Duels de qualifications
|  | Quart de finale | Quart de finale | Quart de finale |           |  | Demi-finale | Demi-finale | Demi-finale |  |  | Finale | Finale    | Finale |
|  |                 |                 |                 |           |  |             |             |             |  |  |        |           |        |
|  | A3              | {{}} [[]]       |                 |           |  |             |             |             |  |  |        |           |        |
|  | A2              | {{}} [[]]       |                 |           |  |             |             |             |  |  |        |           |        |
|  | A2              | {{}} [[]]       | {{}} [[]]       |           |  |             |             |             |  |  |        |           |        |
|  |                 |                 |                 |           |  |             |             |             |  |  |        |           |        |
|  |                 |                 | {{}} [[]]       |           |  |             |             |             |  |  |        |           |        |
|  | A4              | {{}} [[]]       |                 |           |  |             |             |             |  |  |        |           |        |
|  | A4              | {{}} [[]]       |                 |           |  |             |             |             |  |  |        |           |        |
|  | A1              | {{}} [[]]       |                 |           |  |             |             |             |  |  |        |           |        |
|  |                 |                 |                 |           |  |             |             |             |  |  |        | {{}} [[]] |        |
|  |                 |                 |                 | {{}} [[]] |  |             |             |             |  |  |        |           |        |
|  | B3              | {{}} [[]]       |                 |           |  |             |             |             |  |  |        |           |        |
|  | B2              | {{}} [[]]       |                 |           |  |             |             |             |  |  |        |           |        |
|  | B2              | {{}} [[]]       | {{}} [[]]       |           |  |             |             |             |  |  |        |           |        |
|  |                 |                 |                 |           |  |             |             |             |  |  |        |           |        |
|  |                 |                 | {{}} [[]]       |           |  |             |             |             |  |  |        |           |        |
|  | B4              | {{}} [[]]       |                 |           |  |             |             |             |  |  |        |           |        |
|  | B4              | {{}} [[]]       |                 |           |  |             |             |             |  |  |        |           |        |
|  | B1              | {{}} [[]]       |                 |           |  |             |             |             |  |  |        |           |        |

### Résultats des qualifications et grille de départ
| Pos. | Pilote | Écurie | Groupe de qualification | Qualifications Groupe | Qualifications Quart de finale | Qualifications Demi-finale | Qualifications Finale |
| ---- | ------ | ------ | ----------------------- | --------------------- | ------------------------------ | -------------------------- | --------------------- |
| 1    |        |        |                         |                       |                                |                            |                       |
| 2    |        |        |                         |                       |                                |                            |                       |
| 3    |        |        |                         |                       |                                |                            |                       |
| 4    |        |        |                         |                       |                                |                            |                       |
| 5    |        |        |                         |                       |                                |                            |                       |
| 6    |        |        |                         |                       |                                |                            |                       |
| 7    |        |        |                         |                       |                                |                            |                       |
| 8    |        |        |                         |                       |                                |                            |                       |
| 9    |        |        |                         |                       |                                |                            |                       |
| 10   |        |        |                         |                       |                                |                            |                       |
| 11   |        |        |                         |                       |                                |                            |                       |
| 12   |        |        |                         |                       |                                |                            |                       |
| 13   |        |        |                         |                       |                                |                            |                       |
| 14   |        |        |                         |                       |                                |                            |                       |
| 15   |        |        |                         |                       |                                |                            |                       |
| 16   |        |        |                         |                       |                                |                            |                       |
| 17   |        |        |                         |                       |                                |                            |                       |
| 18   |        |        |                         |                       |                                |                            |                       |
| 19   |        |        |                         |                       |                                |                            |                       |
| 20   |        |        |                         |                       |                                |                            |                       |
| 21   |        |        |                         |                       |                                |                            |                       |
| 22   |        |        |                         |                       |                                |                            |                       |

## Course

### Classement de la course
Classement de la course
| Pos. | no | Pilote                 | Écurie                     | Tours | Temps/Abandon    | Grille | Points |
| ---- | -- | ---------------------- | -------------------------- | ----- | ---------------- | ------ | ------ |
| 1    | 9  | Mitch Evans            | Jaguar                     | 31    | 58 min 15 s 455  | 4      | 25     |
| 2    | 37 | Nick Cassidy           | Jaguar                     | 31    | + 0 s 946        | 3      | 19     |
| 3    | 2  | Stoffel Vandoorne      | DS Penske                  | 31    | + 3 s 835        | 2      | 15     |
| 4    | 25 | Jean-Éric Vergne       | DS Penske                  | 31    | + 4 s 799        | 5      | 12     |
| 5    | 94 | Pascal Wehrlein        | TAG Heuer Porsche          | 31    | + 6 s 378        | 1      | 13     |
| 6    | 22 | Oliver Rowland         | Nissan                     | 31    | + 6 s 792        | 15     | 8      |
| 7    | 13 | António Félix da Costa | TAG Heuer Porsche          | 31    | + 7 s 364        | 7      | 6      |
| 8    | 23 | Sacha Fenestraz        | Nissan                     | 31    | + 7 s 928        | 14     | 4      |
| 9    | 7  | Maximilian Günther     | Maserati MSG Racing        | 31    | + 8 s 262        | 8      | 2      |
| 10   | 17 | Norman Nato            | Andretti Autosport-Porsche | 31    | + 9 s 045        | 19     | 1      |
| 11   | 11 | Lucas di Grassi        | ABT Cupra-Mahindra         | 31    | + 9 s 889        | 17     |        |
| 12   | 21 | Nyck de Vries          | Mahindra                   | 31    | + 10 s 183       | 13     |        |
| 13   | 33 | Dan Ticktum            | ERT                        | 31    | + 17 s 999       | 20     |        |
| 14   | 8  | Taylor Barnard         | McLaren-Nissan             | 31    | + 18 s 128       | 22     |        |
| 15   | 16 | Sébastien Buemi        | Envision Racing-Jaguar     | 31    | + 18 s 452       | 6      |        |
| 16   | 5  | Jake Hughes            | McLaren-Nissan             | 31    | + 18 s 996       | 16     |        |
| 17   | 4  | Robin Frijns           | Porsche                    | 31    | + 19 s 106       | 9      |        |
| 18   | 3  | Sérgio Sette Câmara    | ERT                        | 31    | + 24 s 573       | 11     |        |
| 19   | 1  | Jake Dennis            | NIO 333                    | 31    | + 32 s 032       | 18     |        |
| 20   | 18 | Jehan Daruvala         | Maserati MSG Racing        | 31    | + 1 min 12 s 269 | 10     |        |
| Abd. | 51 | Nico Müller            | ABT Cupra-Mahindra         | 23    | Abandon          | 21     |        |
| Abd. | 48 | Edoardo Mortara        | Mahindra                   | 3     | Abandon          | 12     |        |

#### Pole Position et record du tour
La pole position et le meilleur tour en course rapportent respectivement 3 points et 1 point.
- Pole Position:  Pascal Wehrlein (TAG Heuer Porsche) en 1 min 29 s 861
- Meilleur tour en course:  Nick Cassidy (Jaguar TCS Racing) en 1 min 31 s 561

## Classements généraux à l'issue de la course
| Pos. | Pilote    | Écurie | Points |
| ---- | --------- | ------ | ------ |
| 1    | {{}} [[]] | [[]]   |        |
| 2    | {{}} [[]] | [[]]   |        |
| 3    | {{}} [[]] | [[]]   |        |
| 4    | {{}} [[]] | [[]]   |        |
| 5    | {{}} [[]] | [[]]   |        |
| 6    | {{}} [[]] | [[]]   |        |
| 7    | {{}} [[]] | [[]]   |        |
| 8    | {{}} [[]] | [[]]   |        |
| 9    | {{}} [[]] | [[]]   |        |
| 10   | {{}} [[]] | [[]]   |        |
| 11   | {{}} [[]] | [[]]   |        |
| 12   | {{}} [[]] | [[]]   |        |
| 13   | {{}} [[]] | [[]]   |        |
| 14   | {{}} [[]] | [[]]   |        |
| 15   | {{}} [[]] | [[]]   |        |
| 16   | {{}} [[]] | [[]]   |        |
| 17   | {{}} [[]] | [[]]   |        |

| Pos. | Écurie    | Points |
| ---- | --------- | ------ |
| 1    | {{}} [[]] |        |
| 2    | {{}} [[]] |        |
| 3    | {{}} [[]] |        |
| 4    | {{}} [[]] |        |
| 5    | {{}} [[]] |        |
| 6    | {{}} [[]] |        |
| 7    | {{}} [[]] |        |
| 8    | {{}} [[]] |        |
| 9    | {{}} [[]] |        |
| 10   | {{}} [[]] |        |

| Pos. | Écurie    | Points |
| ---- | --------- | ------ |
| 1    | {{}} [[]] |        |
| 2    | {{}} [[]] |        |
| 3    | {{}} [[]] |        |
| 4    | {{}} [[]] |        |
| 5    | {{}} [[]] |        |
| 6    | {{}} [[]] |        |